# Bhor
Bhor là một thành phố và là nơi đặt hội đồng đô thị (municipal council) của quận Pune thuộc bang Maharashtra, Ấn Độ.

## Địa lý
Bhor có vị trí 18°10′B 73°51′Đ / 18,17°B 73,85°Đ Nó có độ cao trung bình là 588 mét (1929 foot).

## Nhân khẩu
Theo điều tra dân số năm 2001 của Ấn Độ, Bhor có dân số 17.882 người. Phái nam chiếm 51% tổng số dân và phái nữ chiếm 49%. Bhor có tỷ lệ 78% biết đọc biết viết, cao hơn tỷ lệ trung bình toàn quốc là 59,5%: tỷ lệ cho phái nam là 83%, và tỷ lệ cho phái nữ là 73%. Tại Bhor, 12% dân số nhỏ hơn 6 tuổi.